# Northrop Beta
El Northrop Beta fue un monoplano deportivo, monomotor, totalmente metálico y de ala baja, construido en 1931.

## Diseño y desarrollo
El Beta 3 fue un biplaza con un motor lineal Menasco Buccaneer de 160 hp (119 kW). El primer avión, registrado NX963Y (más tarde NC963Y) se estrelló en California. El segundo avión (Beta 3D), N12224, fue construido como monoplaza y equipado con un motor radial Pratt & Whitney Wasp Jr. de 300 hp (224 kW), y se convirtió en el primer avión con esa potencia en rebasar los 322 km/h (200 mph). Sólo dos fueron construidos.
El avión fue volado a Wichita para que la compañía hermana Stearman Aircraft lo usara como demostrador, pero con la pobre economía de la época, ninguno fue vendido. El avión fue revendido a un adinerado piloto en Nueva York y, durante su entrega, pasó por Wright Field para permitir un examen completo por los ingenieros del Cuerpo Aéreo del Ejército, ya que dicho Cuerpo todavía usaba obsoletos biplanos.
Después de ser volado rara vez durante 1932, el avión fue vendido a un nuevo propietario, que lo mantuvo en Roosevelt Field hasta que volcó en un aeropuerto cercano. El avión fue reparado en la fábrica Stearman en Wichita y usado como plataforma de pruebas experimental para varios diseños de flaps, hasta que se estrelló a causa de un fallo estructural del ala, el 4 de mayo de 1934.

## Variantes
Beta 3
Prototipo biplaza, uno construido.
Beta 3D
Versión monoplaza, uno construido.

## Especificaciones (Beta 3D)

### Características generales
- Tripulación: Uno (piloto).
- Longitud: 6,6 m
- Envergadura: 9,75 m
- Altura: 1,8 m
- Superficie alar: 12,7 m²
- Planta motriz: 1× motor radial de nueve cilindros Pratt & Whitney R-985 Wasp Junior A.
  - Potencia: 224 kW (300 hp)

### Rendimiento
- Velocidad nunca excedida (Vne): 341 km/h
- Velocidad crucero (Vc): 297 km/h
- Velocidad de entrada en pérdida (Vs):  104 km/h

### Desarrollos relacionados
- Northrop Alpha
- Northrop Gamma

### Secuencias de designación
- Secuencia Griega (interna de Northrop): Alpha - Beta - Gamma - Delta